# Synidotea tuberculata
Synidotea tuberculata är en kräftdjursart som beskrevs av Richardson 1909. Synidotea tuberculata ingår i släktet Synidotea och familjen tånglöss. Inga underarter finns listade i Catalogue of Life.